# Buch des Priesters Sawa

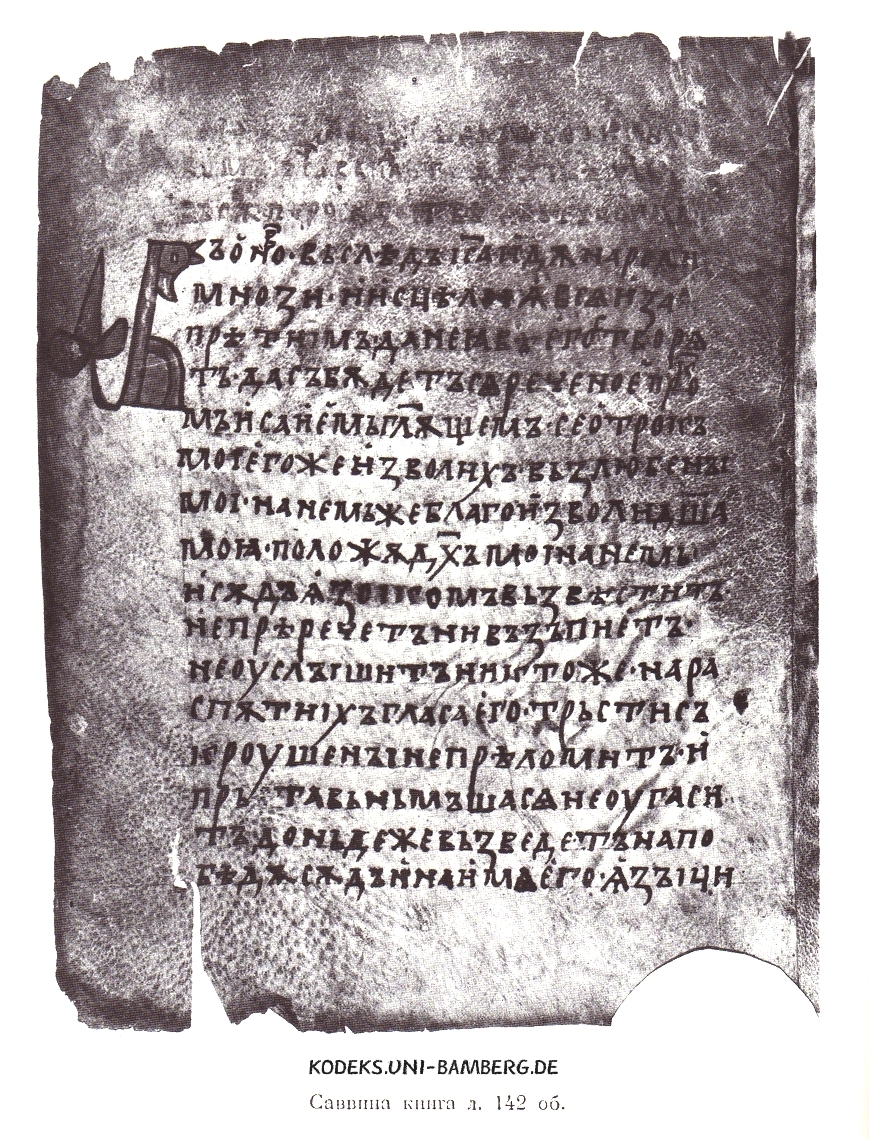
Fol. 142

Das Buch des Priesters Sawa (russisch Саввина книга, Sawwina kniga) ist eine Handschrift in kirchenslawischer Sprache aus dem 11. Jahrhundert aus Bulgarien.
Es sind 166 Pergamentblätter erhalten, die Texte aus den vier Evangelien des Neuen Testaments für die liturgischen Lesungen an Wochen-, Sams- und Sonntagen enthalten (Evangelistar), sowie ein Synaxarion.
129 Blätter entstanden im 11. Jahrhundert im östlichen Bulgarien (Schule von Preslaw?), wahrscheinlich nach einer Textvorlage in glagolitischer Schrift. Einige Initialen sind verziert.
Im 14. Jahrhundert wurde sie ergänzt, wahrscheinlich in Russland (Nowgorod oder Umgebung).
Bis ins 17. Jahrhundert befand sich die Handschrift im Kloster von Seredkino bei Pskow. Heute wird sie im Russischen Staatsarchiv für alte Dokumente in Moskau aufbewahrt.